# بخش جکسون (شهرستان پارک، ایندیانا)
بخش جکسون (به انگلیسی: Jackson Township) یک منطقهٔ مسکونی در ایالات متحده آمریکا است که در شهرستان پارک، ایندیانا واقع شده‌است. بخش جکسون ۷۳۷ نفر جمعیت دارد و ۱۸۷ متر بالاتر از سطح دریا واقع شده‌است.